# لوتی اروپایی
سوف حاجی‌طرخان، سوف رودخانه‌ای یا لوتی اروپایی (نام علمی: Perca fluviatilis) نام یک گونه از سرده ماهی لوتی است. از گونه‌های بومی سوف‌ماهیان ایران است که در منطقه وسیعی در سطح جهان پراکنش داشته و جمعیت‌های وحشی آن در مناطق شمالی ایران و حوضه آبریز دریای خزر یافت می‌شوند. 
”لوتی اروپایی” ماهی ملی کشور فنلاند است.